# 바른샘어린이도서관
바른샘어린이도서관은 경기도 수원시 영통구 매탄동 소재의 어린이 도서관이다.

## 연혁
- 2005년 11월 22일 개관.
- 2014년 2월 3일 수원문화재단 위탁운영.

## 시설현황
- 3층: 중학생자료실, 강의실
- 2층: 초등자료실, 멀티미디어세상, 강당, 독서토론실
- 1층: 유아자료실

## 이용 안내
이용 시간
- 매일 09:00∼18:00

휴관일
- 매주 월요일
- 국가지정 공휴일(일요일은 개관, 단 타 국가지정 공휴일과 중복시 휴관)